# Pierre Richer de Belleval
Pour les articles homonymes, voir Richer et Belleval.
Pierre Richer de Belleval, né vers 1555 ou 1564 à Châlons-en-Champagne et mort le 17 novembre 1632 à Montpellier, est un botaniste français. Il est le fondateur du jardin des plantes de Montpellier.

## Biographie

### Famille
Pierre Richer de Belleval naît vers 1555 ou 1564 à Châlons-en-Champagne[réf. nécessaire]. Il est issu d'une famille picarde anoblie en 1514. Originaire du Ponthieu et seigneur de Morival, Jean de Belleval épousa Marguerite Le Caron. De cette union naquirent sept fils dont Jacques de Belleval, père de François (1530-1567) et père de Pierre Richer de Belleval.
Il acquiert une maison située au no 3 de la rue Saint-Firmin qui est léguée en héritage, en 1751, à Joseph-Philibert de Belleval.

### Formation
Pierre Richer de Belleval vient suivre des cours de médecine en 1584 à l'université de Montpellier où Guillaume Rondelet (1507-1566) avait donné un enseignement régulier. Le 20 avril 1595, il obtient son titre de docteur auprès de la faculté de Montpellier. En 1593, Henri IV lui confie la création d'un jardin botanique à Montpellier suivant le modèle de celui de Padoue créé vers 1545.

### Œuvre
Le projet de Richer prend rapidement de l'ampleur et ne se limite pas à la culture des simples. Il en publie le catalogue, Onomatologia in Hirti Montispeti en 1598. Les guerres de Religion qui ravagent la région anéantissent également son jardin lors du siège de la ville en 1622. À l'âge de 60 ans, Richer de Belleval doit tout reprendre à zéro.
Il enseigne l'anatomie et la botanique à Montpellier et a le titre de médecin du roi sous Henri IV et Louis XIII. Il publie en 1603 Recherches des plantes du Languedoc.
Son œuvre écrite n'a guère eu plus de chance. Il avait formé le projet de réaliser une grande flore du Languedoc. Pour cela, il avait fait réaliser environ 500 gravures sur cuivre (et non sur bois comme c'était la pratique à l'époque) qui étaient accompagnées d'un texte descriptif. Mais il meurt avant d'en avoir assuré l'édition, le 17 novembre 1632 à l'âge estimé de 77 ans, à Montpellier.

## Postérité de l’œuvre

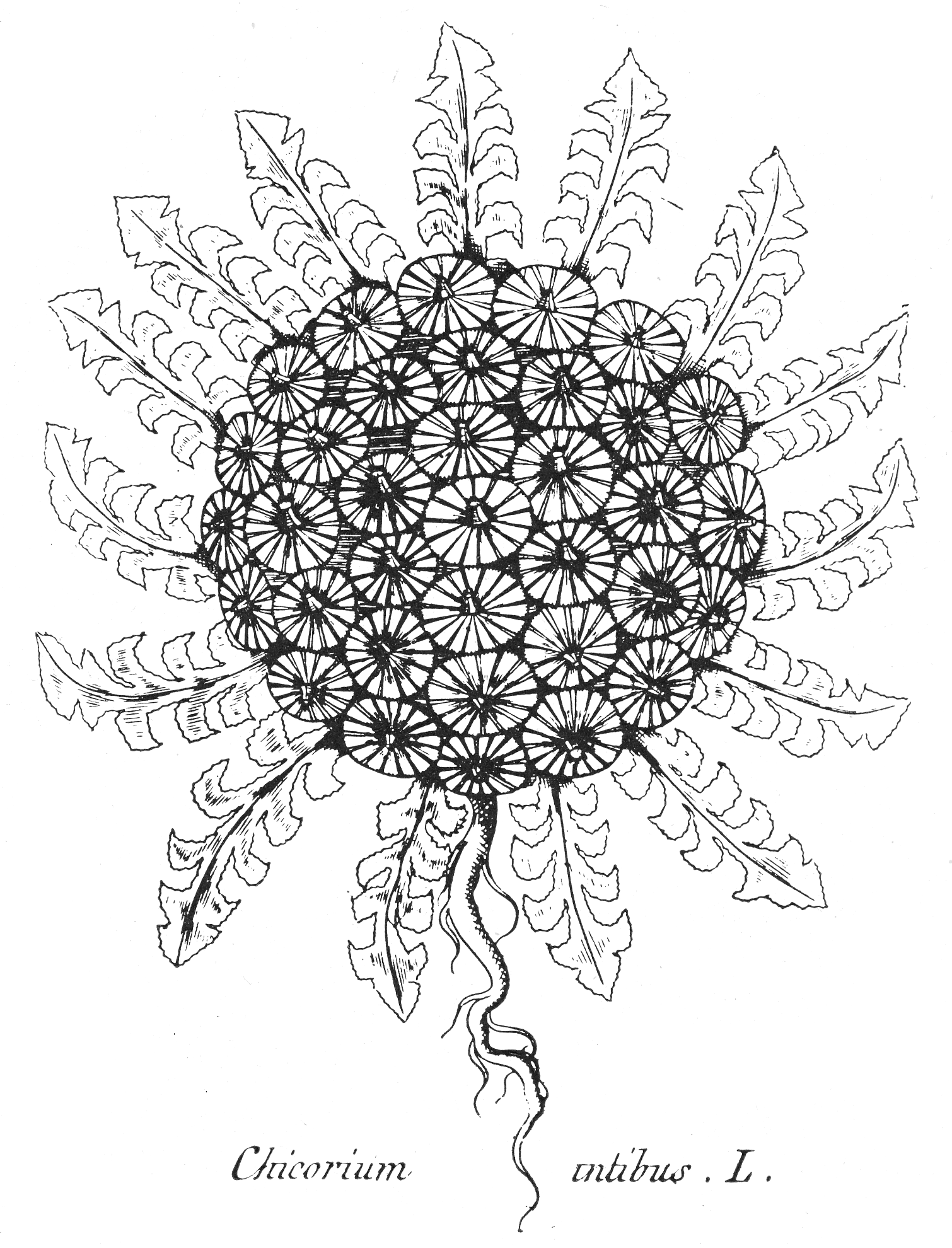
Chicorium intybus, tiré des Démonstrations élémentaires de botanique de Gilibert (1796).

Joseph Pitton de Tournefort (1656-1708), en visite à Montpellier, finit par les découvrir dans un grenier. Plus tard le botaniste lyonnais Jean-Emmanuel Gilibert (1741-1814) achète 300 plaques d'authenticité incertaine qu'il retrouve chez un libraire de Montpellier. Il part alors en Pologne et les emporte avec lui. Il en fait paraître 282 dans son ouvrage Démonstrations de botanique de 1796 mais en modifiant considérablement le texte de Belleval.
Lorsqu'il revient en France, Gilibert perd une partie des plaques. Finalement, un botaniste de la région retrouve 459 plaques originales qui sont aujourd'hui conservées par l'Institut de botanique de Montpellier et, bien plus tard, 50 autres plaques furent encore retrouvées[réf. souhaitée].

## Hommages

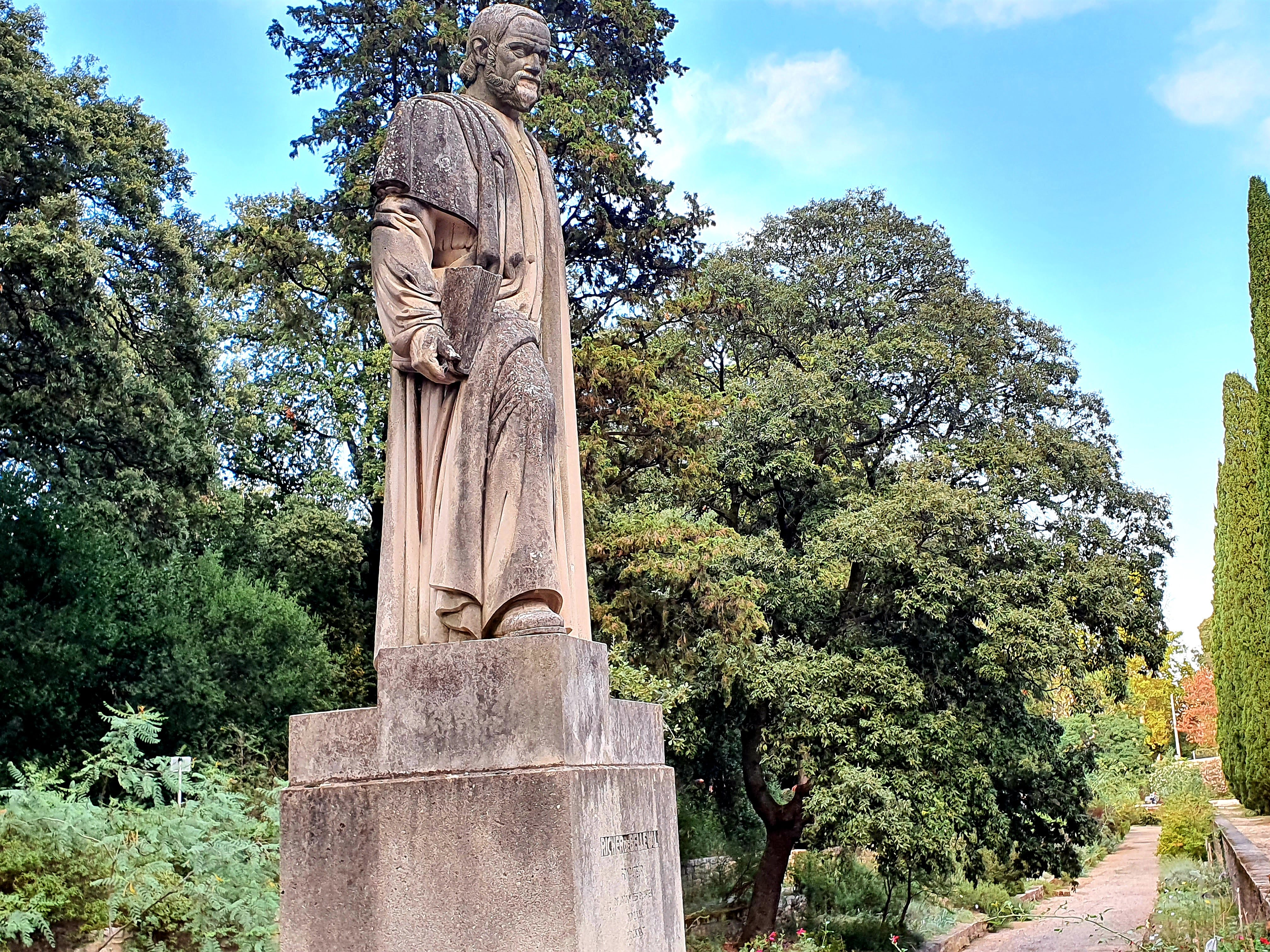
Statue de Pierre Richer de Belleval au jardin des plantes de Montpellier.

L'Hôtel Richer de Belleval, un hôtel particulier de Montpellier, situé place de la Canourgue, porte son nom. Celui-ci a accueilli la mairie de Montpellier de 1816 à 1975, avant d'être transformé, plus tard, en hôtel de luxe.
Au Jardin des plantes de Montpellier, plusieurs sculptures lui sont dédiées, un relief et une allée du jardin portent également son nom.
Une rue et une impasse de Montpellier, situées entre ce jardin et le parc du Peyrou, portent son nom. Des rues portent également son nom à Murviel-lès-Montpellier (Hérault) et à Châlons-en-Champagne (Marne).

## Œuvre en ligne
- Opuscules, Paris, 1785.